# طاووس (جنس)
بافو (باللاتينية: Pavo) هو جنس تابعة للعائلة التدرجية. يتبع لهذا الجنس نوعين أحدهما طاووس الكونغو الذي يُعرف بالطاووس.

## الأنواع
- طاووس هندي
- طاووس أخضر